# Bailieborough
Bailieborough (in irlandese: Coill an Chollaigh che significa "bosco del cinghiale") è una cittadina nella contea di Cavan, in Irlanda.